# Waughton Castle
Waughton Castle ist die Ruine einer Niederungsburg etwa fünf Kilometer nördlich von East Linton und etwa drei Kilometer westlich von Whitekirk in der schottischen Council Area East Lothian. Die Ruine aus dem 14. Jahrhundert gilt als Scheduled Monument.

## Architektur
Waughton Castle war eine Hofburg, aber heute ist nur noch ein Teil eines Flügels erhalten. Die Ruinen befinden sich auf einer Felsterrasse, die etwa 5 Meter höher als das umgebende Gelände im Süden und Westen liegt. Die Überreste bestehen aus einem kleinen Turm an der Südwestecke, der aus Bruchstein mit Werksteinverkleidung errichtet wurde und heute noch etwa 7,5 Meter hoch ist. Die Details eines schmalen Fensters in der Südmauer legen den Schluss nahe, dass dies ein Gebäude aus dem 16. Jahrhundert ist. Eine Mauer mit einem Gebäude an der Ecke wurde östlich und nördlich des Felsens errichtet, aber man nimmt an, dass diese späteren Datums ist. Es gibt eine teilweise von Menschenhand errichtete Treppe den Felsen hinauf. Auf dem Gelände befindet sich auch ein Taubenhaus.

## Geschichte
In einem Dokument von 1395 ist von einem Landhaus in „Walchtoun“ die Rede. Die Burg gehörte der Familie Hepburn. 1547 wurde sie von den Engländern geplündert. Anschließend, als sie sich in den Händen des Lairds of Carmichael befand, wurde sie wiederum von den enteigneten Hepburns angegriffen. Die Hepburns erlangten die Burg mit legalen Mitteln wieder zurück und sie behielten sie, bis Alexander Cockburn sie von John Hepburn kaufte. Im 18. Jahrhundert wurden Bausteine von der Burg zum Bau von Mauern und Bauernhöfen in der Gegend wiederverwendet.